# ROSSEM
ROSSEM o Radicale Omvormers en Sociale Strijders voor een Eerlijker Maatschappij (neerlandès Reformistes radicals i lluitadors per una societat més justa) va ser un partit polític belga de caràcter llibertarista fundat el 1991 per Jean-Pierre Van Rossem, empresari i escriptor flamenc. Es va presentar a les eleccions legislatives belgues de 1991 i va obtenir tres diputats i un senador.
Inicialment, van Rossem no va poder ocupar el seu escó perquè havia estat arrestat uns dies abans sota l'acusació de frau financer, i va ser el 7 de gener de 1992 que pogué jurar el càrrec. També va protagonitzar un escàndol en la cerimònia de coronació del rei Albert II de Bèlgica el 1993, quan va cridar Visca la República enmig de la cerimònia. Això va provocar que Jan Decorte, actor i director flamenc i diputat del grup, es desvinculés del partit. Poc després el partit es va dissoldre enmig de disputes internes.
El 2012, ROSSEM va anunciar la seva intenció de participar en les eleccions municipals d'Anvers. Tanmateix, Van Rossem i el partit ho acabaren desestimant, car el partit no estava suficient preparat. En principi el 2014, ROSSEM participarà en les eleccions europees, en les flamenques i en les federals.